# Encyclia grisebachiana
Encyclia grisebachiana es una especie de orquídea epífita endémica de la zona más occidental de la provincia de Pinar del Río en Cuba. Está categorizada en peligro crítico de extinción.

## Descripción
Planta epífita, que puede llegar hasta 60cm de altura con pseudobulbos. Posee un rizoma alargado, escamoso con los pseudobulbos distantes 3cm o más. Hojas de 1-2, coriáceas, de forma linear-oblonga, que miden unos 20cm de largo por 2 cm de ancho. La inflorescencia es terminal, en un racimo de alrededor 1m de largo, puede llegar a tener 50 flores abiertas a la vez. El labelo de la flor es de forma triangular, terminado en punta, márgenes ondulados y venaciones color púrpura. Sus pétalos laterales son semejante a los tres sépalos que son de único color: amarillos verdoso.

## Hábitat
Se encuentra vegetando en matorral xeromorfo subcostero, y los individuos tienen hábito de crecimiento sobre troncos de palmeras conocidas como "guano blanco".

## Distribución
Es endémica de la porción más occidental de la provincia de Pinar del Río. También se encuentra en la isla de la Juventud.